# Ganda
Ganda is grotendeels een livealbum van de Brusselaar Serge Devadder. Hij speelt in de stijl ambient en elektronische muziek. Hij bracht daarbij onregelmatig muziek uit, grotendeels via eigen beheer. In oktober 2016 verscheen van hem het album Ganda bij Groove Unlimited, een Nederlands platenlabel gespecialiseerd in elektronische muziek. Het bevat opnamen van een concert dat Devadder gaf gedurende Cosmic Nights op 19 maart 2016 in de Cultuurkapel Sint-Vincent in Gent (de laatste twee tracks zijn studio-opnamen). De opname bevat geen applaus. Ganda verwijst naar Portus Ganda.

## Musici
- Serge Devadder – synthesizers, loops en elektronica

## Muziek
| Nr. | Titel                      | Duur |
| --- | -------------------------- | ---- |
| 1.  | Farnworld                  | 7:14 |
| 2.  | That dragon needs greasing | 6:32 |
| 3.  | Forgotten words            | 3:44 |
| 4.  | Gravensteen blues          | 6:36 |
| 5.  | Broken bird                | 4:59 |
| 6.  | Rheumatoid Pollard Willow  | 5:54 |
| 7.  | Severe dream damage        | 4:16 |
| 8.  | De Bruges a Gand           | 6:26 |
| 9.  | Slow ignition in yellow    | 5:55 |
| 10. | Mild dream damage          | 4:20 |

De twee tracks Dream damage zijn geïnspireerd op de film A quiet week in the house van Jan Švankmajer.